# Spoorlijn 138
Spoorlijn 138 was een Belgische spoorlijn van Station Châtelineau-Châtelet via Acoz naar Morialmé-Bifurcation. De lijn was 19,0 km lang.

## Geschiedenis
De lijn is op 14 juni 1855 in dienst genomen door de spoorwegmaatschappij de Morialmé à Châtelineau (in 1859 opgegaan in Est-Belge) als deel van de verbinding van Châtelet naar Givet in Frankrijk. De spoorlijn was uitgevoerd in enkelspoor. Het reizigersverkeer is opgeheven in 1960. Tot 1983 was er goederenvervoer van Châtelet tot Gerpinnes. Het spoor tussen Gerpinnes en Oret is in 1966 opgebroken. Oret werd tot 1972 met goederentreinen bediend vanuit Florennes. In 1976 is hier ook het spoor opgebroken. Na het verder beëindigen van het goederenverkeer is de sectie Acoz - Gerpinnes opgebroken in 1986 en de spoorlijn vanaf de aansluiting Disteel naar Acoz in 1996.
Tot de zomer van 2019 werd alleen het baanvak Châtelet - aansluiting Disteel (km 4,5) werd tot de zomer van 2019 nog voor goederenverkeer gebruikt. Hierna is het traject stilgelegd. In 2022 is een RAVeL op het traject gebouwd, vanaf de noordzijde van de Samber tot aan Gerpinnes. Alleen in station Châtelet rest nog een uithaalspoor van enkele honderden meters.

## Aansluitingen
In de volgende plaatsen is of was er een aansluiting op de volgende spoorlijnen:
Châtelet
Spoorlijn 119 tussen Châtelet en Luttre
Spoorlijn 130 tussen Namen en Charleroi-Centraal
Spoorlijn 130C tussen Châtelet en Charleroi-Centraal
Spoorlijn 140A tussen Châtelet en Lodelinsart
Acoz
Spoorlijn 137 tussen Acoz en Mettet
Pavillons
Spoorlijn 135 tussen Walcourt en Pavillons
Y Stave
Spoorlijn 136A tussen Senzeilles en Ermeton-sur-Biert
Florennes-Centraal
Spoorlijn 136 tussen Walcourt en Florennes-Centraal
Spoorlijn 136A tussen Senzeilles en Ermeton-sur-Biert
Spoorlijn 138A tussen Florennes-Centraal en Doische